# Mughetto (araldica)
In araldica il mughetto è un fiore che rappresenta la discrezione e la felicità che si rinnova. Si dice che questo fiore fosse nel sigillo di Salomone.

D'argento, alla pianta di mughetto di verde fiorita del campo, accompagnata in capo da un ramo di cervo di nero posto in fascia (stemma di Appenwihr, Francia)
Stemma di Boppelsen, Svizzera
Stemma di Weilar, Germania